# Scuola militare "Suvorov"
La Scuola militare "Suvorov" (in russo Суворовское военное училище?) è un istituto di formazione militare per ragazzi di 10-17 anni composta da diverse filiali; esse furono create sotto forma di collegi scolastici sparsi in varie città dell'ex-Unione Sovietica e tuttora presenti sia nella moderna Russia sia in Bielorussia. L'istruzione in queste scuole si concentra su argomenti relativi all'esercito. Deve il nome dal noto generale russo del XVIII secolo.
La controparte navale è la Scuola navale militare "Nachimov", che prende il nome dall'ammiraglio del XIX secolo.

## Storia
I modelli scolastici Suvorov e Nachimov furono creati durante la seconda guerra mondiale nel dicembre 1943 per fornire ai ragazzi in età scolare, in particolare quelli provenienti da famiglie di personale militare, un'istruzione secondaria specializzata in materie e addestramento militare (esercito, marina, servizio informazioni, ecc.). L'aspetto del collegio era particolarmente importante all'epoca perché molti studenti erano orfani di guerra, senza entrambi i genitori o solo con la madre sopravvissuta, incapace di sostenerli. Un certo numero insistono tutt'oggi in Russia e nell'ex Unione Sovietica, mentre altre sono esistite in altre repubbliche sovietiche. L'ex scuola militare Suvorov di Kiev, in Ucraina, è stata riorganizzata nel 1992 in liceo militare e intitolata a Ivan Bohun nel 1998. Nel luglio 1991, il Gabinetto dei Ministri dell'URSS firmò un ordine che istituiva la scuola militare "Suvorov" di Bishkek e la scuola militare Suvorov delle guardie di Ulyanovsk. Sebbene sia stata creata l'accademia di Ulyanovsk, non è stato creato il ramo di Bishkek a causa della dissoluzione dell'Unione Sovietica. Le accademie Suvorov in Russia sono ora subordinate al comandante in capo delle forze di terra russe, con scuole che operano in città come Tambov, Ekaterinburg e Kazan'.